# Вико (Терамо)
Вико (итал. Vico) је насеље у Италији у округу Терамо, региону Абруцо.
Према процени из 2011. у насељу је живело 43 становника. Насеље се налази на надморској висини од 568 м.